# 戈里戈佩拉
戈里戈佩拉（法語：Gory Gopéla），是馬里的城鎮，位於該國西部，由卡伊區的卡伊省負責管轄，面積330平方公里，海拔高度65米，2009年人口7,712，人口密度每平方公里24人。